# 博氏牛肝菌属
博氏牛肝菌属（学名：Bothia）是牛肝菌科下的一个属。

## 下属物种
本属包括以下物种：
- 栗色博氏牛肝菌 Bothia castanella (Peck) Halling, T.J.Baroni & Manfr.Binder
- 福建博氏牛肝菌 Bothia fujianensis N.K.Zeng & Zhu L.Yang